# Bariumiodid
Bariumiodid ist das Bariumsalz der Iodwasserstoffsäure.

## Herstellung
Bariumiodid kann durch Reaktion von Bariumcarbonat mit Iodwasserstoff dargestellt werden.
{\displaystyle \mathrm {BaCO_{3}+2\ HI\longrightarrow BaI_{2}\ +H_{2}O+CO_{2}\uparrow } }
Ebenso kann es aus Bariumhydroxid und Iod in Gegenwart eines Reduktionsmittels, z. B. Phosphor oder Schweflige Säure hergestellt werden.
Möglich ist auch die Herstellung durch Reaktion von Bariumhydrid mit Ammoniumiodid in Pyridin.
{\displaystyle \mathrm {BaH_{2}+2\ NH_{4}I\longrightarrow BaI_{2}+2\ NH_{3}+2\ H_{2}} }

## Eigenschaften

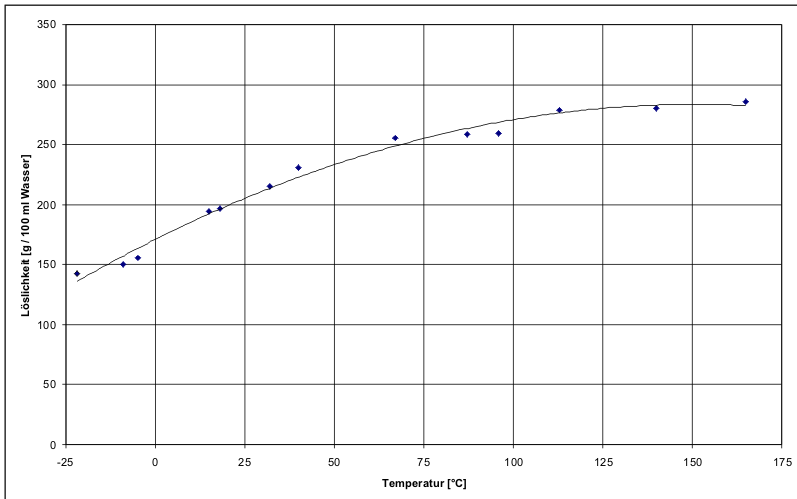
Löslichkeitsdiagramm von Bariumiodid in Wasser

Bariumiodid kristallisiert im PbCl2-Typ (Pnma, a = 892,2(8) pm, b = 530,4(4) pm, c = 1069,5(8) pm und Z = 4) in dem jedes Bariumkation von neun Iodidanionen umgeben ist.
Bariumiodid bildet hygroskopische Kristalle und tritt häufig als Dihydrat BaI2 · 2 H2O auf. Das Dihydrat gibt bei 150 °C sein Kristallwasser ab. Es ist sehr gut wasserlöslich, die Löslichkeit nimmt mit steigender Temperatur zu. Aus der wässrigen Lösung fällt bei Zugabe von Sulfationen ein weißer Niederschlag von Bariumsulfat aus.
{\displaystyle \mathrm {BaI_{2}+Na_{2}SO_{4}\longrightarrow BaSO_{4}\downarrow +2\ NaI} }

## Verwendung
Bariumiodid wird unter den Namen Barium iodatum und Baryta jodata in der Homöopathie angewendet.